# Œillet fourchu
Dianthus furcatus
Espèce
L'Œillet fourchu (Dianthus furcatus) est une espèce de plantes vivaces de la famille des Caryophyllacées.